# Charles Harold Dodd
Charles Harold Dodd (* 7. April 1884 in Wrexham; † 22. September 1973 in Goring-on-Thames) war ein walisischer  Theologe und Bibelwissenschaftler. Er ist für seine These bekannt, dass es Jesus von Nazaret um eine „realisierte Eschatologie“ gegangen sei. Demzufolge habe Jesus, wenn er vom Reich Gottes sprach, eher eine gegenwärtige Wirklichkeit und Wirksamkeit gemeint als eine zukünftige Apokalypse.

## Leben
Charles Harold Dodd studierte in Oxford zunächst Altphilologie und Archäologie (1902–1906), dann Theologie an der Friedrich-Wilhelms-Universität in Berlin (1906/1907), unter anderem bei Adolf von Harnack und am Mansfield College der University of Oxford (1908–1911). 1912 wurde er als Pfarrer der Kongregationalistischen Kirche ordiniert, 1915 wurde er Dozent für Neues Testament in Oxford. Der Einfluss der Philosophie Martin Heideggers und der Theologie Rudolf Ottos prägte sein theologisches Denken.
1930 erhielt Dodd – als erster Angehöriger einer Freikirche – eine Professur für Bibelkritik und Exegese an der Universität Manchester. Von 1935 an bis zur Emeritierung im Jahr 1949 war er Professor an der theologischen Fakultät von Cambridge.
Dodd versuchte stets, die strenge philologische Analyse des neutestamentlichen Texts mit einem Blick auf das Textganze zu verbinden. Er galt als herausragender Kenner der Septuaginta und der Hermetischen Schriften. Nach seiner Interpretation war im Handeln Jesu die Endzeit und das Reich Gottes bereits angebrochen und dadurch Gottes Vergebungswille offenbar geworden.

## Ehrungen
Für sein wissenschaftliches Werk wurde Dodd vielfach ausgezeichnet. 1946 wurde er zum Mitglied (Fellow) der British Academy gewählt.

## Schriften
- The Meaning of Paul for Today. 1920.
- The Authority of the Bible. 1928.
- The Framework of the Gospel Narrative. 1932.
- The Mind of Paul: A Psychological Approach. 1933.
- The Bible and the Greeks. 1935.
- The Parables of the Kingdom. 1935 (3. Auflage 1961).
- The Apostolic Preaching and its Developments. 1936 (8. Auflage 1956).
- The First Epistle of John and the Fourth Gospel. 1937.
- History and the Gospel. 1938 (2. Auflage 1964).
- The Bible Today. 1946.
- The Johannine Epistles. 1946.
- Gospel and Law. 1951
  - Das Gesetz der Freiheit. Glaube und Gehorsam nach dem Zeugnis des Neuen Testaments. 1960.
- According to the Scriptures. 1952.
- The Interpretation of the Fourth Gospel. 1953.
- The Dialogue Form in the Gospels. 1954/55.
- Historical Tradition in the Fourth Gospel. 1963.
- The Founder of Christianity. 1970
  - Der Mann, nach dem wir Christen heißen. Limburg 1975.